# Punt returner
Un Punt returner (appelé au Canada,retourneur de bottés) est un joueur de football américain évoluant dans l'équipe spéciale. Il est chargé de récupérer le ballon et de tenter de gagner le maximum de terrain, voire de marquer un touchdown lors d'un punt (botté de dégagement). Ces actions sont souvent les plus spectaculaires du football américain.

## Qualités
Il faut des qualités de vitesse, de puissance et surtout un grand sens de l'esquive. Cependant les blessures sont fréquentes pour ce type de poste, d'où la nécessité d'avoir une très bonne condition physique.

## Rôles
À noter que le punt returner est souvent aussi le Kick returner (du fait de la similitude du poste) et receveur remplaçant de l'équipe. Devin Hester, joueur des Chicago Bears est un spécialiste de ces phases de jeu, il détient plusieurs records NFL dans ce domaine.